# Convenio de Tokio

Bandera de la OACI.

El Convenio sobre las infracciones y otros actos cometidos a bordo de las aeronaves, más conocido como Convenio de Tokio de 1963 es un tratado realizado por la OACI y ratificado por 186 países consistente en la armonizacion de los actos cometidos a bordo de una aeronave.

## El tratado
El tratado es uno de los instrumentos con más éxito de los confeccionados por la OACI. Con el objeto de proveer ciertas reglas básicas, el instrumento ha intentado lagar la armonización de las ofensas penales y otros actos cometidos en una aeronave. Ha realizado la jurisdicción del Estado de registro de la aeronave. Igualmente, el tratado da algunas facultades al comandante de la aeronave a fin de lidiar con aquellas personas que pudieran haber cometido alguna infracción o conflicto que pudiera poner en peligro a la aeronave. No obstante, el Convenio de Tokio ha experimento ciertos cambios con el paso de los años. El elevado número de incidentes provocado por pasajeros disruptivos a bordo de aeronaves ha presentado un continuo desafío para un régimen jurídico que se ha encontrado, en ocasiones, sin contestación. En particular, esto se ha debido por el hecho de que el Estado de arribo no se encuentra facultado a ejercer jurisdicción ante la ocurrencia de tales incidentes. La OACI ha iniciado un proceso para examinar la necesidad de modernizar el Convenio de Tokio. El artículo presenta además algunas sugerencias que podrían tenerse en cuenta a la hora de introducir cambios.
La OACI ha considerado que los pasajeros «con comportamientos insubordinados» son un problema importante para la aviación, puesto que ponen en peligro la seguridad de los pasajeros y de la tripulación. En 2014, los Estados miembros de la OACI, incluidos los veintiocho Estados miembros de la UE, aprobaron el Protocolo de Montreal de 2014 por el que se modifica el Convenio de Tokio de 1963 sobre las infracciones y ciertos otros actos cometidos a bordo de las aeronaves y establece un marco jurídico internacional más sólido para tratar el problema de los pasajeros con comportamientos insubordinados.
El convenio se compone del campo de aplicación, la jurisdicción, las facultades del comandante en la aeronave, el apoderamiento ilícito de una aeronave, derechos y obligacones de los estados y otras disposiciones.

## Ratificaciones
A partir de 2015, el Convenio de Tokio ha sido ratificado por 186 Estados. Este total incluye las Islas Cook y Niue además de nueve Estados no miembros de las Naciones Unidas. Los nueve estados que no forman parte son Dominica, Timor Oriental, Eritrea, Kiribati, Micronesia, San Cristóbal y Nieves, Somalia, Sudán del Sur y Tuvalu). La Santa Sede firmó el tratado pero no lo ha ratificado.